# Madrasostes clypealis
Madrasostes clypealis är en skalbaggsart som beskrevs av Renaud Maurice Adrien Paulian 1993. Madrasostes clypealis ingår i släktet Madrasostes och familjen Hybosoridae. Inga underarter finns listade i Catalogue of Life.